# David Armstrong Fink
David Armstrong Fink (* ca. 1961; üblicherweise David Fink) ist ein US-amerikanischer Manager im Schienenverkehr und designierter Leiter der Regulierungsbehörde Federal Railroad Administration (FRA). Von 2006 bis 2022 war er Präsident der Pan Am Railways, einer im Güterverkehr im Nordosten der Vereinigten Staaten tätigen Gruppe von Bahngesellschaften. Am 21. Dezember nominierte ihn Donald Trump für den Führungsposten der FRA.

## Leben
David Armstrong Fink wurde um 1961 als Sohn von David Fink und Alecia Fink (geb. Carroll) geboren und verbrachte die ersten Jahre seiner Kindheit in Guilford. Nach einem Studium an der Northeastern University begann er seine berufliche Laufbahn in den 1980er-Jahren bei General Motors.
In den 1990er-Jahren übernahm David Armstrong Fink die Leitung des Schwellenherstellers Perma Treat Corporation und des Umschlagunternehmens Aroostook and Bangor Reload. Beide Gesellschaften gehörten zur Holding Guilford Transportation Industries (GTI), die mehrheitlich durch Timothy Mellon gehalten und von Mellon zusammen mit Finks Vater David Andrew Fink geleitet wurde. 1998 wechselte David Armstrong Fink als general manager and executive vice president in eine CEO-Rolle zum Guilford Rail System der GTI. 2006 übernahm er die Geschäftsführung (als Präsident) dieser im selben Jahr in Pan Am Railways umbenannten Firmengruppe. In den folgenden Jahren war er ein entschiedener Vertreter für die schließlich 2009 erfolgte Gründung der Pan Am Southern als Tochtergesellschaft von Pan Am Railways und Norfolk Southern Railway, mit der Synergien im Schienengüterverkehr zwischen dem Großraum Boston und Albany erreicht werden sollten. Nachdem 2020 der Verkauf der Pan Am Railways an CSX Transportation beschlossen wurde, begleitete Fink die Übernahme und schied nach deren, zum 1. Juni 2022 erfolgten Abschluss aus der Geschäftsführung aus. Anschließend war er als Dozent für Supply-Chain- und Informationsmanagement an seiner Alma Mater, der Northeastern University in Boston, tätig.
Am 21. Dezember 2024 gab der gewählte US-Präsident Donald Trump über die Social-Media-Plattform Truth Social bekannt, dass David Armstrong Fink der Leiter der Regulierungsbehörde Federal Railroad Administration (FRA) werde. Unmittelbar nach Trumps Amtseinführung wurde Finks Nominierung am 20. Januar 2025 zur Bestätigung an das zuständige Komitee (Commerce, Science, and Transportation) des Bundessenats übergeben, vor dem er am 13. Mai 2025 zur Anhörung erschien. Am 21. Mai 2025 empfahl das Gremium, Fink einzusetzen. Die Bestätigung durch den Senat steht noch aus.